# Шнеебергер, Майк
Майк Шнеебе́ргер (англ. Mike Schneeberger; род. 5 августа 1962, Сьюпириор, Висконсин) — американский кёрлингист.
Участник Зимних Олимпийских игр 2002 (играл на позиции третьего, команда США заняла седьмое место). Двукратный чемпион США среди мужчин (1995, 1996).

## Достижения
- Чемпионат США по кёрлингу среди мужчин: золото (1995, 1996).
- Американский олимпийский отбор по кёрлингу: золото (2001).

## Команды
| Сезон   | Четвёртый       | Третий          | Второй          | Первый       | Запасной Тренер                    | Турниры                                              |
| ------- | --------------- | --------------- | --------------- | ------------ | ---------------------------------- | ---------------------------------------------------- |
| 1981—82 | Тим Сомервилл   | Dewey Basley    | Майк Шнеебергер | Dan Sitek    |                                    | [ 2 ]                                                |
| 1982—83 | Майк Шнеебергер | Dewey Basley    | Jeff Currie     | Keith Dupre  |                                    | [ 2 ]                                                |
| 1992—93 | Тим Сомервилл   | Майк Страм      | Майк Шнеебергер | Джон Гордон  |                                    | ЧСША 1993 (4 место)                                  |
| 1994—95 | Тим Сомервилл   | Майк Шнеебергер | Майлс Брандидж  | Джон Гордон  | Бад Сомервилл                      | ЧСША 1995 · ЧМ 1995 (4 место)                        |
| 1995—96 | Тим Сомервилл   | Майк Шнеебергер | Майлс Брандидж  | Джон Гордон  | Дональд Барком (ЧМ)                | ЧСША 1996 · ЧМ 1996 (7 место)                        |
| 1999—00 | Тим Сомервилл   | Майк Шнеебергер | Майлс Брандидж  | Джон Гордон  | Бад Сомервилл                      | ЧСША 2000 (7 место)                                  |
| 2001—02 | Тим Сомервилл   | Майк Шнеебергер | Майлс Брандидж  | Джон Гордон  | Дональд Барком (ЗОИ) Бад Сомервилл | АООК 2001 · ЗОИ 2002 (7 место) · ЧСША 2002 (5 место) |
| 2002—03 | Тим Сомервилл   | Майк Шнеебергер | Грег Джонсон    | Джон Гордон  | Dave Puleo                         | ЧСША 2003 (6 место)                                  |
| 2010—11 | Randy Cumming   | Майк Шнеебергер | Tim Solie       | Vince Bernet |                                    | [ 8 ]                                                |
| 2011—12 | Randy Cumming   | Майк Шнеебергер | Vince Bernet    | Tim Solie    |                                    | [ 9 ]                                                |

(скипы выделены полужирным шрифтом)